# Kris Boeckmans
Kris Boeckmans (Malle, 13 de febrero de 1987) es un ciclista belga que fue profesional entre 2010 y 2020.

## Biografía
Nacido en Malle, Boeckmans ha competido como profesional desde la segunda mitad de la temporada 2009, compitiendo para el equipo Silence-Lotto como stagiaire. Se unió al equipo Continental del Topsport Vlaanderen-Mercator para el inicio de la temporada 2010 y se quedó hasta el final de la temporada 2011.
Cuando se unió al equipo Vacansoleil-DCM Pro Cycling Team para la temporada 2012, Boeckmans hizo su debut en el Tour de Francia 2012 donde lucharía por las etapas al esprint, junto con Kenny van Hummel. Boeckmans hizo su primer top ten en la cuarta etapa, cuando terminó en la octava posición.
En la Vuelta a España 2015, tras una dura caída, quedó unos días debatiéndose entre la vida y la muerte.[cita requerida]
Al término de la temporada 2020 anunció su retirada.

## Palmarés
2008 (como amateur)
- 1 etapa del Tour de Berlín
- 1 etapa de la Vuelta a Navarra

2009 (como amateur)
- Triptyque des Monts et Châteaux, más 1 etapa
- Campeonato Europeo sub-23 en Ruta
- Schaal Sels-Merksem

2010
- 1 etapa del Ster ZLM Toer
- 1 etapa de los Tres Días de Flandes Occidental

2015
- 1 etapa de la Estrella de Bessèges
- Le Samyn
- Nokere Koerse
- Tour de Picardie, más 2 etapas
- World Ports Classic, más 1 etapa

## Resultados en Grandes Vueltas
Durante su carrera deportiva consiguió los siguientes puestos en las Grandes Vueltas:
| Carrera | Carrera         | 2010 | 2011 | 2012  | 2013 | 2014 | 2015 | 2016 | 2017 | 2018 | 2019 | 2020 |
| ------- | --------------- | ---- | ---- | ----- | ---- | ---- | ---- | ---- | ---- | ---- | ---- | ---- |
|         | Giro de Italia  | —    | —    | —     | —    | —    | —    | —    | —    | —    | —    | —    |
|         | Tour de Francia | —    | —    | 115.º | Ab.  | —    | —    | —    | —    | —    | —    | —    |
|         | Vuelta a España | —    | —    | —     | —    | —    | Ab.  | —    | —    | —    | —    | —    |

—: no participa

Ab.: abandono

## Equipos
- Silence-Lotto (2009)[3]
- Topsport Vlaanderen-Mercator (2010-2011)
- Vacansoleil-DCM Pro Cycling Team (2012-2013)
- Lotto (2014-2017)
  - Lotto Belisol (2014)
  - Lotto-Soudal (2015-2017)
- Vital Concept[4] (2018-2020)
  - Vital Concept Cycling Club (2018)
  - Vital Concept-B&B Hotels (2019)
  - B&B Hotels-Vital Concept p/b KTM (2020)